# 딕 파월
딕 파월(Dick Powell, 1904년 11월 14일 ~ 1963년 1월 2일)은 미국의 배우, 가수, 영화 감독이다.

## 생애
파월은 미국 아칸소주 마운틴뷰에서 태어나, 아칸소대학교 리틀록 캠퍼스로 알려진 리틀록 칼리지에서 수학했다. 학업을 마친 그는 중서부를 기반으로 활동하던 찰리 데이비스 오케스트라에 합류하며 음악 경력을 시작하였다. 1920년대 후반에는 데이비스와 함께, 그리고 단독으로 음반을 제작하며 보컬리온 레이블을 통해 이름을 알렸다.
그는 펜실베이니아주 피츠버그로 이주하여 지역 극장에서 사회자로 활약하며 두각을 나타냈다. 이 시기, 레코드사의 인수를 통해 그의 노래 실력과 무대 위에서의 안정된 태도가 주목받았고, 영화 출연 기회를 얻게 되었다. 1930년대 초, 그는 밴드 가수로서 영화에 데뷔했고 이후 여러 뮤지컬 영화에서 젊은 남성 가수 역할을 맡으며 인기를 얻었다.
그러나 파월은 단순한 낭만적 인물에서 벗어나 보다 폭넓은 연기자로 성장하고자 했다. 1940년대에 들어서며 그는 본격적인 드라마와 범죄 영화에 도전하였고, 한 탐정 캐릭터를 통해 이미지 변신에 성공하였다. 이후 다수의 필름 누아르 영화에서 강인하고 냉철한 인물을 연기하며 새로운 연기 영역을 개척했다.
그는 라디오 프로그램에서도 활동했으며, 유머감각을 지닌 탐정 역할로 많은 사랑을 받았다. 1950년대에는 영화 연출과 제작에도 참여했고, TV 방송사 설립에도 힘을 보태며 다방면으로 활동 영역을 넓혔다. 시각효과 부문에서 인정받은 전쟁 영화의 연출도 그의 경력에 포함된다.
1963년 그는 캘리포니아주에서 향년 58세로 세상을 떠났다. 사인은 림프종이었으며, 과거 영화 촬영 당시 방사능 노출과의 관련성에 대한 의문이 제기되기도 했다. 그는 화장되었으며, 유해는 글렌데일의 한 추모공원에 안치되었다.

## 필모그래피

### 영화 작품
- 《축복받은 사건》 (Blessed Event, 1932)
- 《대도시의 불안》 (Big City Blues, 1932)
- 《너무 바빠서 일 못해요》 (Too Busy to Work, 1932)
- 《왕의 휴가》 (The King's Vacation, 1933)
- 《42번가》 (42nd Street, 1933)
- 《1933년의 골드디거》 (Gold Diggers of 1933, 1933)
- 《무대 조명 퍼레이드》 (Footlight Parade, 1933)
- 《대학 코치》 (College Coach, 1933)
- 《컨벤션 시티》 (Convention City, 1933)
- 《원더 바》 (Wonder Bar, 1934)
- 《2천만의 연인들》 (Twenty Million Sweethearts, 1934)
- 《데임즈》 (Dames, 1934)
- 《행복을 향하여》 (Happiness Ahead, 1934)
- 《플러테이션 워크》 (Flirtation Walk, 1934)
- 《1935년의 골드디거》 (Gold Diggers of 1935, 1935)
- 《브로드웨이 곤돌리에》 (Broadway Gondolier, 1935)
- 《미스 글로리 선발대회》 (Page Miss Glory, 1935)
- 《한여름 밤의 꿈》 (A Midsummer Night's Dream, 1935)
- 《해군 동료들》 (Shipmates Forever, 1935)
- 《고마워요 백만 번》 (Thanks A Million, 1935)
- 《콜린》 (Colleen, 1936)
- 《갈라선 연인들》 (Hearts Divided, 1936)
- 《무대의 꿈》 (Stage Struck, 1936)
- 《1937년의 골드디거》 (Gold Diggers of 1937, 1936)
- 《온 더 애비뉴》 (On the Avenue, 1937)
- 《노래하는 해병》 (The Singing Marine, 1937)
- 《대학 공연단》 (Varsity Show, 1937)
- 《할리우드 호텔》 (Hollywood Hotel, 1937)
- 《브루클린의 카우보이》 (Cowboy from Brooklyn, 1938)
- 《얻기 어려운 남자》 (Hard to Get, 1938)
- 《말을 타고 떠나자》 (Going Places, 1938)
- 《말썽쟁이 또는 좋은 사람》 (Naughty or Nice, 1939)
- 《이혼하고 싶어요》 (I Want a Divorce, 1940)
- 《7월의 크리스마스》 (Christmas in July, 1940)
- 《모델 아내》 (Model Wife, 1941)
- 《해군에 가다》 (In the Navy, 1941)
- 《성조기의 리듬》 (Star Spangled Rhythm, 1942)
- 《운수 좋은 사나이》 (Happy Go Lucky, 1943)
- 《승마 선수》 (Riding High, 1943)
- 《진짜 삶》 (True to Life, 1943)
- 《내일 일어난 일》 (It Happened Tomorrow, 1944)
- 《사람들을 만나다》 (Meet the People, 1944)
- 《나의 달콤한 살인》 (Murder, My Sweet, 1944)
- 《코너드》 (Cornered, 1945)
- 《조니 오클락》 (Johnny O'Clock, 1947)
- 《지구 끝까지》 (To the Ends of the Earth, 1948)
- 《함정》 (Pitfall, 1948)
- 《서부의 역》 (Station West, 1948)
- 《도적단 연대기》 (Rogues' Regiment, 1948)
- 《미세스 마이크》 (Mrs. Mike, 1949)
- 《개혁가와 빨간머리》 (The Reformer and the Redhead, 1950)
- 《정통 크로스》 (Right Cross, 1950)
- 《위험을 울다》 (Cry Danger, 1951)
- 《높은 목표》 (The Tall Target, 1951)
- 《말해 줄 수 없어》 (You Never Can Tell, 1951)
- 《캘러웨이는 저쪽으로 갔다》 (Callaway Went Thataway, 1951) (삭제 장면 포함)
- 《악인과 아름다움》 (The Bad and the Beautiful, 1952)
- 《수잔은 여기 자고 있다》 (Susan Slept Here, 1954)

### 영화 감독
- 《순간의 선택》 (Split Second, 1953)
- 《정복자》 (The Conqueror, 1956)
- 《도망칠 수 없어》 (You Can't Run Away from It, 1956)
- 《바다 아래의 적》 (The Enemy Below, 1957) — 국내 개봉명: 대서양의 결투 (Duelo en el Atlántico)
- 《전투기 조종사들》 (The Hunters, 1958) — 직역: 두 열정 사이에서 (Entre dos pasiones)